# ادلبرت زفیرو
ادلبرت زفیرو (بلغاری: Адалберт Зафиров؛ زادهٔ ۲۹ سپتامبر ۱۹۶۹) یک بازیکن فوتبال اهل بلغارستان است.

## تیم ملی
وی همچنین در تیم ملی فوتبال بلغارستان بازی کرده است.